# Rhytidiadelphus japonicus
Rhytidiadelphus japonicus là một loài Rêu trong họ Hylocomiaceae. Loài này được (Reimers) T.J. Kop. miêu tả khoa học đầu tiên năm 1971.